# CHIRP

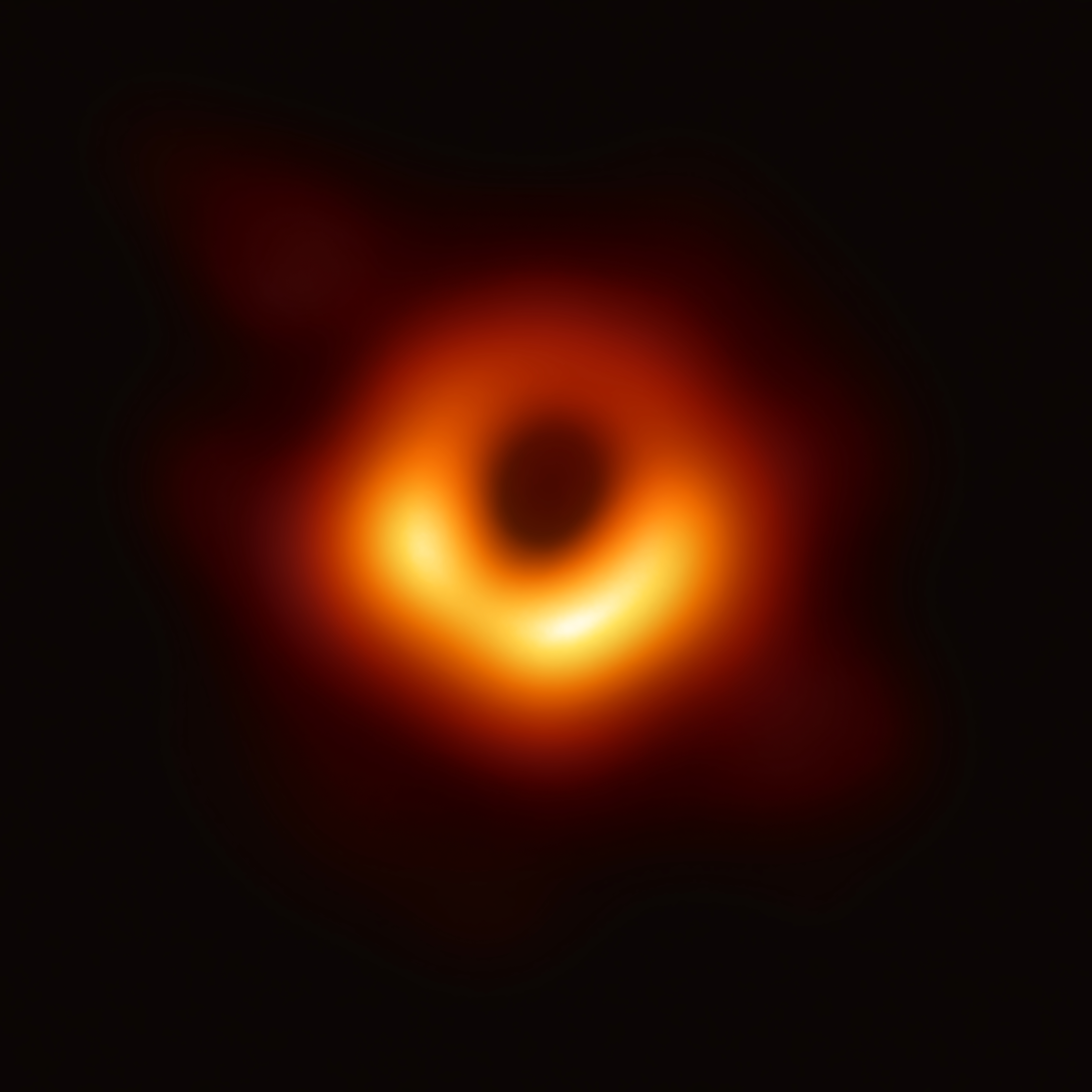
Перше об'єднане реконструйоване зображення чорної діри в галактиці M87, отримане Телескопом горизонту подій

CHIRP (Continuous High-resolution Image Reconstruction using Patch priors, «неперервна високороздільна реконструкція зображень з використанням апріорних латок») — це баєсів алгоритм, який використовується для виконання деконволюції зображень у радіоастрономії. Абревіатуру вигадала провідна авторка статті Кеті Боуман у 2016 році.

## Створення алгоритму
У розробці CHIRP брала участь велика група дослідників з Лабораторії інформатики і штучного інтелекту в Массачусетському технологічному інституті, обсерваторії Гейстек Массачусетського технологічного інституту та Гарвард-Смітсонівського астрофізичного центру, включаючи Білла Фрімена та Шеперда Дулемана. Алгоритм був вперше публічно представлений Боуман на конференції IEEE Computer Vision and Pattern Recognition у червні 2016 року.

## Використання
Алгоритм CHIRP був розроблений для обробки даних, зібраних Телескопом горизонту подій, радіоінтерферометром з наддовгою базою, міжнародним проєктом, який у 2019 році вперше отримав зображення чорної діри M87*. CHIRP не використовувався для створення зображення, але використовувався для отримання інформації з радіосигналів, прийнятих окремими радіотелескопами у складі інтерферометра. Для стабільних джерел (які не змінюються протягом короткого періоду часу) також можна підсилювати сигнал, інтегруючи його на кожному телескопі за обертанням Землі:915. Оскільки радіотелескопи, які використовуються в проекті, створюють величезну кількість даних, але ці дані містять прогалини, то алгоритм CHIRP виявляються одним із способів заповнити ці прогалини в зібраних даних.

## Порівняння з іншими алгоритмами
Для реконструкції таких зображень, які мають розріджені вимірювання частоти, алгоритм CHIRP, як правило, перевершує CLEAN, BSMEM і SQUEEZE, особливо для наборів даних із нижчим співвідношенням сигнал/шум і для реконструкції зображень великих джерел. Хоча алгоритми BSMEM і SQUEEZE можуть працювати краще з параметрами, налаштованими вручну, тести показують, що CHIRP може працювати краще для менш досвідчених користувачів.